# 島田啓子
島田 啓子（しまだ けいこ、1966年6月14日 - ）は、日本の政治家。長崎国際テレビ (NIB) の元社員（報道記者）で元同局のアナウンサー。

## 来歴
福岡県田川郡香春町出身。実家は上野香春焼（あがのかわらやき）の窯元。
明治学院大学を卒業後、1989年に熊本県民テレビ (KKT) に入社。
退社後、1992年に長崎国際テレビへ移籍。報道部に所属し、記者兼アナウンサーとなる。結婚後、2008年10月に娘を出産した。
その後、2015年3月いっぱいでアナウンサーとしての活動を終えたこと、そして同年4月からは記者活動に専念していることを自身のブログで報告した。2024年7月に退職。
2025年2月23日投開票の諫早市議会議員選挙に本名の「鶴田啓子」名義で立候補し、全体の4位で当選。

## 担当番組

### 熊本県民テレビ
- ニュースプラス1くまもと

### 長崎国際テレビ
- ニュースプラス1ながさき - 「お天気情報」担当[3]
- 知っ得！長崎県[3]
- NNNニュースダッシュ ローカルパート[3]
- ズームイン!!SUPER（日本テレビ）[6] - 長崎担当キャスター
- 金曜得なま情報 デジチラ☆[4]
- 情報モール長崎県[4]
- NNNストレイトニュース ローカルパート[5]
- スポーツ中継 - 実況担当[5]